# Sycamore Pictures
Sycamore Pictures é uma empresa produtora de filmes fundada pelos produtores Ben Nearn e Tom Rice nos Estados Unidos.

## História
A empresa foi formada em 2011 com foco na produção de filmes com um "tom mais redentor" adequado para famílias. Nearn, um ex-banqueiro de investimento que mudou-se para se tornar COO e um investidor minoritário no Cross Creek Pictures, mantém os escritórios da empresa em Memphis; Rice, um produtor de cinema independente e escritor, mantém o escritório de Los Angeles. Os fundos de arranque para Sycamore foram criados por Nearn através de investidores, tanto da área de Memphis e em outros lugares, com um modelo de negócio baseado na participação nos lucros pelos atores, diretores e pessoal criativo.
A primeira produção da empresa, The Way Way Back, teve sua estreia no Festival Sundance de Cinema em 2013, onde os direitos de distribuição foram comprados por 9.75 milhões de dólares estadunidenses, foi o maior negócio da distribuição feito no festival daquele ano.
Begin Again (2014) tem sido descrito como "aquela verdadeira raridade, uma história de bem estar da amizade (...) entre um homem e uma mulher".
A Merry Friggin' Christmas, inicialmente programado para ser lançado no final de 2014, dispõe de Robin Williams no último filme que ele fez antes de sua morte em 2014.

## Filmografia
- 2013 - The Way Way Back
- 2014 - Begin Again
- 2014 - A Merry Friggin' Christmas
- 2015 - Mississippi Grind
- 2016 - Speech & Debate
- 2017 - Unicorn Store